# Erbenheimer Warte

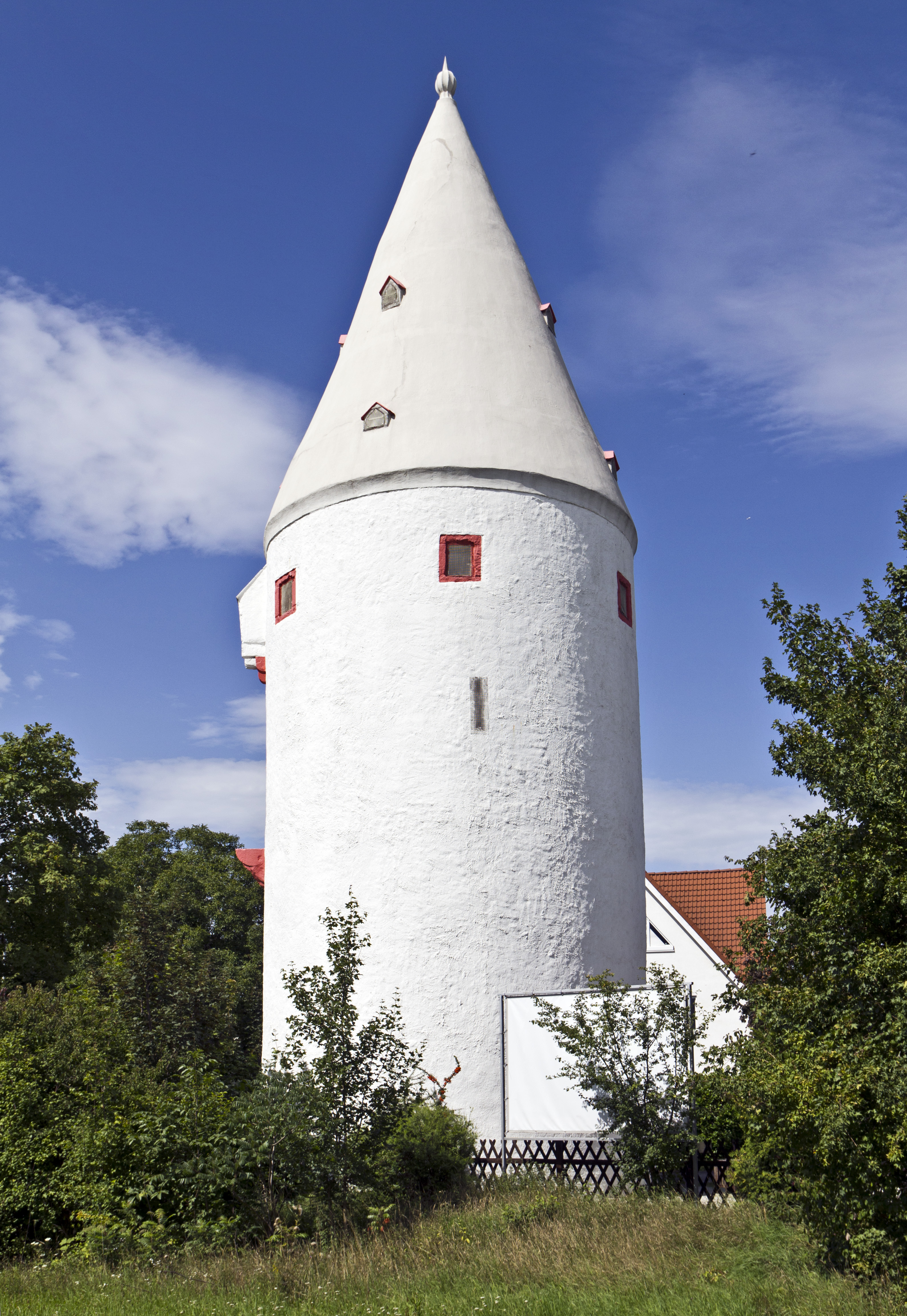
Die Erbenheimer Warte

Die Erbenheimer Warte ist ein von 1492 bis 1497 errichteter Wartturm in Mainz-Kastel und gehört zur ehemaligen Kasteler Landwehr. Er steht auf dem Hochplateau des Petersbergs im Bereich der heutigen Siedlung Fort Biehler an der Grenze zu Erbenheim, das wie Mainz-Kastel heute ein Ortsbezirk der hessischen Landeshauptstadt Wiesbaden ist. Die Adresse lautet Boelckestraße 290.
Es handelt sich um einen verputzten Rundturm mit einem spitzen Steindach und Pechnasen, dessen Zugang hoch über dem Boden liegt und der nur über Leitern zu erreichen war. Das Innere wurde in der Nachkriegszeit für die museale Nutzung verändert. Der Turm wird heute von einem Verein betreut und kann nach Anmeldung besichtigt werden. Er ist nach dem Hessischen Denkmalschutzgesetz als Kulturdenkmal aus geschichtlichen Gründen geschützt.

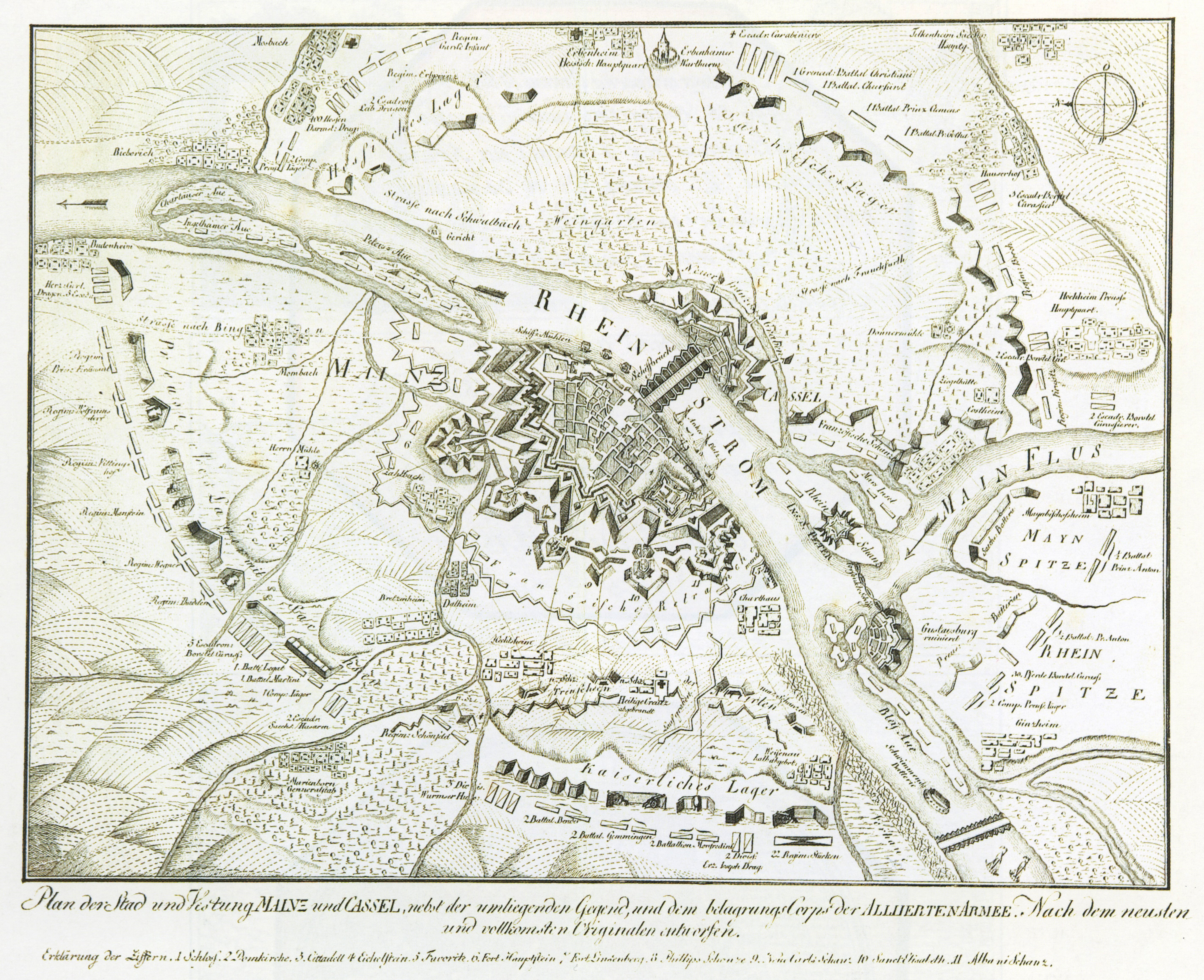
Die Erbenheimer Warte oben mittig auf einer Karte der Belagerung von Mainz (1793)

Gegen Ende des 15. Jahrhunderts ließ der Mainzer Erzbischof Berthold von Henneberg als Schutz gegen starke „Räuberei“, zu nennen sind hier insbesondere die „Eppsteiner Raubritter“, die Kasteler Landwehr mit verschiedenen Warttürmen bauen. Zu dieser gelegentlich auch „Mainzer Landwehr“ genannten Anlage gehörten die Mosbacher Warte, die Erbenheimer Warte, die Hochheimer Warte und die Flörsheimer Warte bei Wicker.